# 河流湿地
河流湿地（riverine wetland）是河流等流水水域沿岸、浅滩、缓流河湾等沼泽化过程而形成的湿地，包括河流、小溪、运河及沟渠等。拉姆萨尔公约把河流本身也包括在湿地范畴之内。